# Libythea separata
Libythea separata är en fjärilsart som beskrevs av Franz Dannehl 1925. Libythea separata ingår i släktet Libythea och familjen praktfjärilar. Inga underarter finns listade i Catalogue of Life.